# Sisig
Il sisig (AFI: 'sisig) è un piatto filippino a base di carne di maiale, una specialità della città di Angeles. Si accompagna comunemente con birra ghiacciata.
L'invenzione di questa ricetta è stata accreditata a Lucia Cunanan.

## Preparazione
Il sisig si prepara in 3 fasi: bollitura, marinatura e frittura finale. Per esempio, per prima cosa si fa bollire la testa del maiale per togliere i peli e per intenerirla. Poi la carne viene tagliata in pezzi e marinata con succo di limone o aceto. Infine è fritta con cipolle e servita. Questo piatto ha molte varianti nelle quali, a seconda dei casi, si possono aggiungere altri ingredienti come uova, fegato di pollo o di maiale e anche maionese. Recentemente i cuochi locali hanno sperimentato la ricetta del sisig con altri tipi di carne, come quella di pollo o di tonno e perfino con il tofu.